# Concours Eurovision de la chanson 1988
- Pays participants
- Pays ayant participé dans le passé

Bruxelles 1987 Lausanne 1989
Le Concours Eurovision de la chanson 1988 est la trente-troisième édition du concours. Il se déroule le samedi 30 avril 1988, à Dublin, en Irlande. Il est remporté par la Suisse, avec la chanson Ne partez pas sans moi, interprétée par Céline Dion. Le Royaume-Uni termine deuxième et le Danemark, troisième.

## Organisation
L'Irlande, qui avait remporté l'édition 1987, se chargea de l’organisation de l’édition 1988.
La télévision publique irlandaise décida de donner à l'évènement un caractère spécial, afin de fêter le millénaire de la fondation de la ville de Dublin. La RTÉ souhaitait également moderniser le concours, afin d’en renouveler les standards et d’attirer une audience plus jeune. Finalement, l’édition 1988 renouvela profondément le format, le style et l’aspect de l’Eurovision, le faisant entrer dans l’ère de la modernité informatique et numérique.

## Pays participants
Vingt-et-un pays participèrent au trente-troisième concours. 
Chypre avait choisi pour la représenter, la chanson Thimame, écrite et composée par John Vickers et Aristos Moskovakis, et interprétée par Yiannis Demetriou. Mais, quelques semaines avant le concours, il apparut que cette chanson était le réarrangement d’un morceau ayant déjà concouru à la finale nationale chypriote, en 1984, et qui avait alors terminé troisième. Thimame fut disqualifiée par la télévision publique chypriote et Chypre, obligée de se retirer à la dernière minute.

## Format
Le concours eut lieu au Simmonscourt Pavilion, à Dublin, salle multi-usages, appartenant au complexe de loisirs de la Royal Dublin Society et ayant déjà accueilli le concours en 1981. 
La scène consistait en une vaste plate-forme de couleur noire. À sa gauche, était installé un podium destiné aux présentateurs et composé de trois fois trois marches bordées de néons rouges. À sa droite, était installé l’orchestre, dans un espace réservé. En face, dans le public, se trouvait le pupitre du superviseur. La plate-forme supportait un vaste podium, destiné aux artistes et composé d’un damier de carrés en plexiglas. Chaque carré était éclairé par des néons bleus et roses, placés en dessous. Le damier était prolongé, à ses extrémités, par d’autres néons bleus et roses, créant une fausse perspective. L’arrière-fond était composé de six rangées de tuiles rectangulaires et d’un cache sombre, illuminé à la manière d’un ciel étoilé. Plusieurs mobiles, notamment en forme d’étoiles et de constellations, furent descendus des cintres, selon les prestations. L’ensemble du décor fut illuminé de spots de couleur bleue, rose et rouge. Deux vastes murs d’écrans furent installés, le premier derrière le podium des présentateurs, le second derrière l’orchestre.
Pour la toute première fois, le tableau de vote n’était plus physiquement présent sur scène, mais virtuellement généré par ordinateur.
Le programme dura près de deux heures et cinquante-et-une minutes. 
Les présentateurs de la soirée furent Pat Kenny et Michelle Rocca. Ils s’adressèrent aux téléspectateurs en gaélique, en anglais et en français. 
L'orchestre était dirigé par Noel Kelehan.

## Ouverture
L’ouverture du concours débuta par une vidéo, résumant l’histoire de l’Irlande, de la Préhistoire à nos jours, par le biais de vues touristiques et de témoignages archéologiques. Elle se conclut par un gros plan sur une pleine lune, qui s’afficha ensuite sur le mur d’écran. La caméra dévoila alors la scène, sur laquelle se trouvait Johnny Logan, le gagnant de l’édition 1987. Celui-ci interpréta alors Hold Me Now, la chanson qui lui avait permis de remporter la victoire à Bruxelles, l’année précédente. Ce fut la première fois qu’un gagnant revint interpréter son titre victorieux en ouverture.
À la fin de sa prestation, Johnny Logan fut rejoint sur scène par Michelle Rocca, tandis que Pat Kenny prenait place sur le podium des présentateurs, où le suivit rapidement Rocca. Ils firent alors les présentations d’usage, rappelant que Dublin fêtait son millénaire et que l’on célébrait également l’Année Européenne du Cinéma et de la Télévision. Michelle Rocca salua les compétiteurs, par ces mots : « Bienvenue aux artistes ! Ils seront les étoiles de cette soirée exceptionnelle. »
L’ouverture se conclut sur une seconde vidéo, montrant l’accueil des participants à Dublin et la semaine des répétitions. La musique d’accompagnement était le morceau Heartland, interprété par Johnny Logan.

## Cartes postales
Les cartes postales débutaient par mot d’explication des présentateurs, avant d’enchaîner sur une vidéo des artistes participants. Ceux-ci étaient montrés, lors de la semaine de répétitions, en train de prendre part à la vie sociale, culturelle et sportive irlandaise. Après la prestation, les présentateurs rappelaient le titre de la chanson et ses interprètes. Ils saluaient également le chef d’orchestre, avant d’enchaîner sur le pays suivant.

## Chansons
Vingt-et-une  chansons concoururent pour la victoire. 
Le représentant suédois, Tommy Körberg, attrapa une angine, après son arrivée à Dublin. Malade, ayant perdu sa voix, il manqua plusieurs répétitions. Le soir venu, il parvint à interpréter sa chanson et termina douzième.
Le représentant britannique, Scott Fitzgerald, avait connu ses premiers succès musicaux à la fin des années soixante-dix. Mais en 1988, il travaillait sur le marché aux viandes de Glasgow. Sa participation au concours était donc une opportunité pour relancer sa carrière.
La chanson suisse, Ne partez pas sans moi, avait été écrite par Nella Martinetti et composée par Attila Şereftuğ. Ils étaient tous deux les auteurs de Pas pour moi, la chanson qui avait représenté la Suisse au concours, en 1986. Interprétée par Daniela Simons, Pas pour moi avait alors terminé deuxième.
Les représentantes allemandes, Chris Garden et Maxi Garden, étaient mère et fille. Ce fut la première dans l'histoire du concours qu'une mère et sa fille concoururent ensemble.
La représentante danoise, Kirsten Siggard, se fit particulièrement remarquer, lors de sa prestation. Elle en était alors à son huitième mois de grossesse. Elle accoucha de son second fils, à peine deux semaines après le concours. Lors de sa première participation au concours, en 1984, elle était également enceinte.
L'autre grande révélation du concours fut la représentante luxembourgeoise, Lara Fabian. Elle termina quatrième et connut par la suite de nombreux succès commerciaux.
La représentante norvégienne, Karoline Krüger, connut un énorme succès en France (et en Europe) avec sa chanson "You call it love",  bande originale du film l'Etudiante, sorti en octobre 1988.

## Prédiction
La représentante israélienne, Yardena Arazi, avait décidé de représenter son pays à la seule condition d'être certaine de remporter la victoire. Après que le tirage au sort des ordres de passage eut attribué la 9e place à Israël, Arazi alla consulter une voyante. Celle-ci lui assura que la chanson qui passerait en 9e position remporterait à coup sûr le concours. Arazi accepta l'offre de la télévision publique israélienne et se choisit la chanson Ben Adam. Mais quelques semaines avant la finale, la chanson chypriote fut disqualifiée et Chypre, qui avait tiré la deuxième place, dut se retirer. Par conséquent, les ordres de passage furent tous avancés. Israël obtint alors la huitième place. Yardena Arazi termina finalement, septième. Quant à la fameuse neuvième place, elle échut à la Suisse et à Céline Dion, qui remporta la victoire, comme l'avait prédit la voyante.

## Chefs d'orchestre
| Anders Berglund | Ossi Runne       | Ronnie Hazlehurst | Turhan Yükseler  | Javier de Juan  |
| --------------- | ---------------- | ----------------- | ---------------- | --------------- |
| - Suède         | - Finlande       | - Royaume-Uni     | - Turquie        | - Espagne       |
| Harry van Hoof  | Eldad Shrem      | Attila Şereftuğ   | Noel Kelehan     | Michael Tatcher |
| - Pays-Bas      | - Israël         | - Suisse          | - Irlande        | - Allemagne     |
| Harald Neuwirth | Henrik Krogsgård | Charis Andreadis  | Arild Stav       | Daniel Willem   |
| - Autriche      | - Danemark       | - Grèce           | - Norvège        | - Belgique      |
| Régis Dupré     | Guy Matteoni     | José Calvário     | Nikica Kalogjera |                 |
| - Luxembourg    | - France         | - Portugal        | - Yougoslavie    |                 |

Les délégations islandaise et italienne furent les seules à ne pas recourir à l'orchestre fourni par la RTÉ.

## Entracte
Le spectacle d'entracte fut un clip vidéo : Don't go, du groupe de rock irlandais Hothouse Flowers. La réalisation de ce clip avait été subventionnée par la Commission européenne. Il s'agit à l'époque de la vidéo la plus coûteuse jamais produite en Irlande. Les Hothouse Flowers furent filmés dans onze pays européens différents, en train d'interpréter leur chanson. Après le concours, Don't go rencontra un grand succès commercial.

## Coulisses
Durant le vote, la caméra fit de nombreux plans sur les artistes à l’écoute des résultats. Apparurent notamment Lara Fabian, Karoline Krüger, Scott Fitzgerald, les groupes Jump The Gun et Srebrna Krila, Céline Dion et Tommy Körberg. 

## Vote
Le vote fut décidé entièrement par un panel de jurys nationaux. Les différents jurys furent contactés par téléphone, selon l'ordre de passage des pays participants. Chaque jury devait attribuer dans l'ordre 1, 2, 3, 4, 5, 6, 7, 8, 10 et 12 points à ses dix chansons préférées. Les points furent énoncés dans l’ordre ascendant, de un à douze. Le nombre et la manière de voter des jurés furent modifiés. Désormais, chaque jury national comportait seize membres (et non plus onze). Et chaque juré devait attribuer à chaque chanson, une note allant de un à dix (et non plus de un à cinq).
Le superviseur délégué sur place par l'UER fut Frank Naef. Les présentateurs rappelèrent qu’il exerçait sa fonction pour la dixième fois. Il fut vivement applaudi et l’orchestre joua la partition d’Happy Birthday to You. À Pat Kenny, Frank Naef répondit : « Well, Pat, I feel great. And, at the same time, I’m very happy to be in Dublin, this time, on this occasion, because, really, with the Millenium being celebrated, it’s a great day for me. Thank you. » Par la suite, il n’intervint qu’à une reprise, pour faire répéter ses points au porte-parole israélien. En effet, la voix de ce dernier avait été couverte par les applaudissements du public, lorsqu’il avait attribué ses trois premiers points à la Finlande.
Pour la toute première fois, un classement des cinq pays en tête du vote fut montré à l'écran. Tout comme le tableau de vote, il était généré par ordinateur.
La procédure de vote demeure célèbre pour l'intense suspense qu'elle délivra. Après le vote du cinquième jury, le jury turc, la Suisse s'empara de la tête. Mais, à la mi-temps, les jurys autrichiens et danois ne lui attribuèrent aucun point, ce qui permit au Royaume-Uni de lui ravir la première place. La légère avance du Royaume-Uni fut cependant réduite à néant lorsque l'avant-dernier jury, le jury portugais, attribua ses "douze points" à la Suisse, sous les cris et les applaudissements du public dans la salle. Le Royaume-Uni affichait dès lors 136 points et la Suisse, 131. Le présentateur s'autorisa un trait d'humour, affirmant que la production de l'émission avait engagé Agatha Christie pour écrire le scénario de la soirée (I have to tell you that we employed Agatha Christie to write this script for tonight !") Le dénouement dépendit donc entièrement du jury yougoslave, réuni cette année-là à Ljubljana. Ce fut Pat Kenny qui appela la porte-parole yougoslave, Miša Molk. Après l'attribution des cinq premiers points, Miša Molk annonça soudain : « Switzerland, six points ». Le public poussa un cri de surprise. Car la Suisse était en tête, avec 137 points, un point de plus seulement que le Royaume-Uni et alors que quatre scores devaient encore être attribués. Miša Molk poursuivit son décompte : « Netherlands, seven points. Germany, eight points. » Lorsqu'elle prononça : « Norway, ten points », le public poussa à nouveau un grand cri. La victoire allait être déterminée par le dernier vote du dernier jury. C'est alors que Miša Molk annonça : « And finally, France... », créant un ultime rebondissement et offrant la victoire à la Suisse. Le restant de sa phrase fut couvert par les hurlements et les vivats du public. La caméra montra la délégation suisse bondissant de joie et Céline Dion en pleurs. Pat Kenny dut demander le silence à tous, puis à Miša Molk de répéter l'attribution des "douze points" yougoslaves, pour la légalité de la procédure.
Le vote fut marqué par un autre évènement : pour la toute première fois, la Turquie attribua des points à la Grèce.

## Résultats
Ce fut la deuxième victoire de la Suisse au concours. Ce fut également la dernière victoire d'une chanson en français.
Ce fut la deuxième fois dans l'histoire du concours, après 1968, qu'un pays remporta la victoire avec un seul point d'avance. Comme en 1968, la victoire se fit au détriment du Royaume-Uni et fut tranchée par le jury yougoslave, qui délivra ses points en dernier lieu.
Céline Dion, Nella Martinetti et Attila Şereftuğ reçurent le trophée de la victoire des mains de Johnny Logan, gagnant de l'année précédente. 
Par la suite, Ne partez pas sans moi ne rencontra qu'un succès commercial modéré. En revanche, Céline Dion, jusque-là seulement connue en France et au Canada, entama une grande carrière internationale, qui la verra vendre plus de 200 millions de disques à travers le monde. En 2005, lors de l'émission spéciale Congratulations, Ne partez pas sans moi fut élue onzième meilleure chanson à jamais avoir été présentée au concours.
Pour la deuxième fois, après 1962, l'Autriche termina dernière, avec « nul point ».
| Ordre | Pays        | Artiste(s)           | Chanson                                | Langue       | Place | Points |
| ----- | ----------- | -------------------- | -------------------------------------- | ------------ | ----- | ------ |
| 01    | Islande     | Beathoven            | Þú og þeir (Sókrates)                  | Islandais    | 16    | 20     |
| 02    | Suède       | Tommy Körberg        | Stad i ljus                            | Suédois      | 12    | 52     |
| 03    | Finlande    | Boulevard            | Nauravat silmät muistetaan             | Finnois      | 20    | 3      |
| 04    | Royaume-Uni | Scott Fitzgerald     | Go                                     | Anglais      | 2     | 136    |
| 05    | Turquie     | MFÖ                  | Sufi                                   | Turc         | 15    | 37     |
| 06    | Espagne     | La Década Prodigiosa | La chica que yo quiero (Made in Spain) | Espagnol     | 11    | 58     |
| 07    | Pays-Bas    | Gerard Joling        | Shangri-La                             | Néerlandais  | 9     | 70     |
| 08    | Israël      | Yardena Arazi        | Ben Adam (בן אדם)                      | Hébreu       | 7     | 85     |
| 09    | Suisse      | Céline Dion          | Ne partez pas sans moi                 | Français     | 1     | 137    |
| 10    | Irlande H T | Jump The Gun         | Take Him Home                          | Anglais      | 8     | 79     |
| 11    | Allemagne   | Maxi & Chris Garden  | Lied für einen Freund                  | Allemand     | 14    | 48     |
| 12    | Autriche    | Wilfried             | Lisa Mona Lisa                         | Allemand     | 21    | 0      |
| 13    | Danemark    | Hot Eyes             | Ka' du se hva' jeg sa'?                | Danois       | 3     | 92     |
| 14    | Grèce       | Afrodíti Frydá       | Clown (Κλόουν)                         | Grec         | 17    | 10     |
| 15    | Norvège     | Karoline Krüger      | For vår jord                           | Norvégien    | 5     | 88     |
| 16    | Belgique    | Reynaert             | Laissez briller le soleil              | Français     | 18    | 5      |
| 17    | Luxembourg  | Lara Fabian          | Croire                                 | Français     | 4     | 90     |
| 18    | Italie      | Luca Barbarossa      | Vivo (Ti scrivo)                       | Italien      | 12    | 52     |
| 19    | France      | Gérard Lenorman      | Chanteur de charme                     | Français     | 10    | 64     |
| 20    | Portugal    | Dora                 | Voltarei                               | Portugais    | 18    | 5      |
| 21    | Yougoslavie | Srebrna Krila        | Mangup                                 | Serbo-croate | 6     | 87     |

## Anciens participants
| Artiste       | Pays     | Année(s) précédente(s)                       |
| ------------- | -------- | -------------------------------------------- |
| Yardena Arazi | Israël   | 1976 (comme membre de Chocolat Menta Mastik) |
| Boulevard     | Finlande | 1987                                         |
| Dora          | Portugal | 1986                                         |
| Hot Eyes      | Danemark | 1984, 1985                                   |
| Tommy Körberg | Suède    | 1969                                         |
| MFÖ           | Turquie  | 1985                                         |

## Tableau des votes
| Drapeau de l'Islande | Drapeau de la Suède                               | Drapeau de la Finlande | Drapeau du Royaume-Uni | Drapeau de la Turquie | Drapeau de l'Espagne | Drapeau des Pays-Bas | Drapeau d’Israël | Drapeau de la Suisse | Drapeau de l'Irlande | Drapeau de l'Allemagne | Drapeau de l'Autriche | Drapeau du Danemark | Drapeau de la Grèce | Drapeau de la Norvège | Drapeau de la Belgique | Drapeau du Luxembourg | Drapeau de l'Italie | Drapeau de la France | Drapeau du Portugal | Drapeau de la République fédérative socialiste de Yougoslavie | Total |    |     |
| Pays                 | Islande                                           |                        | 1                      | –                     | –                    | –                    | –                | 4                    | –                    | –                      | –                     | –                   | –                   | 4                     | –                      | –                     | –                   | –                    | 1                   | 2                                                             | 8     | –  | 20  |
| Pays                 | Suède                                             | 3                      |                        | –                     | 2                    | –                    | –                | 8                    | –                    | –                      | 5                     | –                   | –                   | 8                     | –                      | 12                    | 1                   | 3                    | 10                  | –                                                             | –     | –  | 52  |
| Pays                 | Finlande                                          | –                      | –                      |                       | –                    | –                    | –                | –                    | 3                    | –                      | –                     | –                   | –                   | –                     | –                      | –                     | –                   | –                    | –                   | –                                                             | –     | –  | 3   |
| Pays                 | Royaume-Uni                                       | 1                      | 5                      | 10                    |                      | 12                   | 10               | –                    | 10                   | 5                      | 7                     | 10                  | 10                  | 10                    | 6                      | 5                     | 12                  | 8                    | 12                  | –                                                             | 3     | –  | 136 |
| Pays                 | Turquie                                           | –                      | 4                      | –                     | 1                    |                      | 5                | 1                    | 8                    | –                      | –                     | 8                   | –                   | –                     | –                      | –                     | –                   | 4                    | –                   | 6                                                             | –     | –  | 37  |
| Pays                 | Espagne                                           | 2                      | –                      | –                     | –                    | 5                    |                  | –                    | 2                    | 6                      | –                     | –                   | 8                   | 1                     | 8                      | 2                     | 6                   | 6                    | 8                   | –                                                             | –     | 4  | 58  |
| Pays                 | Pays-Bas                                          | –                      | –                      | –                     | 6                    | 6                    | –                |                      | 7                    | 7                      | 2                     | 6                   | –                   | –                     | 12                     | –                     | –                   | 12                   | 5                   | –                                                             | –     | 7  | 70  |
| Pays                 | Israël                                            | 6                      | –                      | 6                     | 4                    | –                    | 6                | 3                    |                      | 10                     | 1                     | 5                   | 2                   | –                     | 3                      | –                     | 10                  | 5                    | 3                   | 10                                                            | 10    | 1  | 85  |
| Pays                 | Suisse                                            | 7                      | 12                     | 5                     | 10                   | 10                   | 8                | 10                   | 4                    |                        | 10                    | 12                  | –                   | –                     | 10                     | 8                     | 4                   | 1                    | 7                   | 1                                                             | 12    | 6  | 137 |
| Pays                 | Irlande                                           | –                      | 7                      | 2                     | 3                    | 2                    | 12               | 6                    | –                    | 4                      |                       | 7                   | 6                   | 7                     | –                      | 7                     | 5                   | –                    | –                   | 4                                                             | 5     | 2  | 79  |
| Pays                 | Allemagne                                         | 8                      | –                      | –                     | 5                    | 1                    | 3                | –                    | 5                    | –                      | 6                     |                     | –                   | 6                     | –                      | 4                     | –                   | –                    | –                   | –                                                             | 2     | 8  | 48  |
| Pays                 | Autriche                                          | –                      | –                      | –                     | –                    | –                    | –                | –                    | –                    | –                      | –                     | –                   |                     | –                     | –                      | –                     | –                   | –                    | –                   | –                                                             | –     | –  | 0   |
| Pays                 | Danemark                                          | 10                     | 3                      | 4                     | –                    | –                    | 1                | 12                   | 6                    | 1                      | 4                     | 4                   | 12                  |                       | –                      | 10                    | 7                   | –                    | –                   | 12                                                            | 6     | –  | 92  |
| Pays                 | Grèce                                             | –                      | –                      | –                     | –                    | 3                    | –                | –                    | –                    | –                      | –                     | –                   | –                   | –                     |                        | –                     | –                   | –                    | –                   | 7                                                             | –     | –  | 10  |
| Pays                 | Norvège                                           | 5                      | 8                      | 7                     | 12                   | –                    | –                | 7                    | 1                    | –                      | 8                     | 1                   | 3                   | 5                     | 7                      |                       | 3                   | –                    | 4                   | –                                                             | 7     | 10 | 88  |
| Pays                 | Belgique                                          | –                      | –                      | –                     | –                    | –                    | –                | –                    | –                    | –                      | –                     | –                   | –                   | –                     | –                      | –                     |                     | –                    | –                   | 5                                                             | –     | –  | 5   |
| Pays                 | Luxembourg                                        | 4                      | 10                     | 12                    | 7                    | –                    | –                | 5                    | –                    | 12                     | 12                    | –                   | 1                   | 2                     | 2                      | 6                     | 8                   |                      | 2                   | –                                                             | 4     | 3  | 90  |
| Pays                 | Italie                                            | –                      | –                      | 8                     | –                    | 4                    | 7                | –                    | –                    | 8                      | –                     | 2                   | 5                   | –                     | –                      | 3                     | –                   | 2                    |                     | 8                                                             | –     | 5  | 52  |
| Pays                 | France                                            | –                      | 2                      | 3                     | –                    | 8                    | 2                | 2                    | –                    | 3                      | –                     | 3                   | 7                   | 3                     | 5                      | 1                     | 2                   | 10                   | –                   |                                                               | 1     | 12 | 64  |
| Pays                 | Portugal                                          | –                      | –                      | –                     | –                    | –                    | 4                | –                    | –                    | –                      | –                     | –                   | –                   | –                     | 1                      | –                     | –                   | –                    | –                   | –                                                             |       | –  | 5   |
| Pays                 | Yougoslavie                                       | 12                     | 6                      | 1                     | 8                    | 7                    | –                | –                    | 12                   | 2                      | 3                     | –                   | 4                   | 12                    | 4                      | –                     | –                   | 7                    | 6                   | 3                                                             | –     |    | 87  |
| Pays                 | Le tableau suit l'ordre de passage des candidats. |                        |                        |                       |                      |                      |                  |                      |                      |                        |                       |                     |                     |                       |                        |                       |                     |                      |                     |                                                               |       |    |     |

## Télédiffuseurs
| Pays        | Télédiffuseur(s)           | Commentateur(s)                   | Porte-parole        |
| ----------- | -------------------------- | --------------------------------- | ------------------- |
| Allemagne   | Erstes Deutsches Fernsehen | Nicole & Claus-Erich Boetzkes     | Lotti Ohnesorge     |
| Allemagne   | Deutschlandfunk            | Peter Urban                       | Lotti Ohnesorge     |
| Autriche    | FS1                        | Ernst Grissemann                  | Tilia Herold        |
| Autriche    | Hitradio Ö3                | Hans Leitinger                    | Tilia Herold        |
| Belgique    | RTBF1                      | Pierre Collard-Bovy               | Jacques Olivier     |
| Belgique    | RTBF La Première           | Patrick Duhamel & Stéphane Dupont | Jacques Olivier     |
| Belgique    | BRT TV1                    | Luc Appermont                     | Jacques Olivier     |
| Belgique    | BRT Radio 2                | Julien Put & Herwig Haes          | Jacques Olivier     |
| Danemark    | DR TV                      | Jørgen de Mylius                  | Bent Henius         |
| Danemark    | DR P3                      | Poul Birch Eriksen                | Bent Henius         |
| Espagne     | TVE2                       | Beatriz Pécker                    | Matilde Jarrín      |
| Finlande    | YLE TV1                    | Erkki Pohjanheimo                 | Solveig Herlin      |
| France      | Antenne 2                  | Lionel Cassan                     | Catherine Ceylac    |
| France      | France Inter               | Julien Lepers                     | Catherine Ceylac    |
| Grèce       | ET1                        | Dáfni Bókota                      | Fotini Giannoulatou |
| Irlande     | RTÉ1                       | Mike Murphy                       | John Skehan         |
| Irlande     | RTÉ Radio 1                | Larry Gogan                       | John Skehan         |
| Israël      | Télévision Israélienne     | pas de commentateur               | Yitzhak Shim'oni    |
| Israël      | Reshet Gimel               | Yigal Ravid                       | Yitzhak Shim'oni    |
| Islande     | Sjónvarpið                 | Hermann Gunnarsson                | Guðrún Skúladóttir  |
| Italie      | Rai Tre                    | Rosanna Vaudetti                  | Mariolina Cannuli   |
| Italie      | Rai Radio 2                | Antonio De Robertis               | Mariolina Cannuli   |
| Luxembourg  | RTL Télévision             | Valérie Sarn                      | Jean-Luc Bertrand   |
| Luxembourg  | RTL Radio                  | André Torrent                     | Jean-Luc Bertrand   |
| Norvège     | NRK                        | John Andreassen                   | Andreas Diesen      |
| Norvège     | NRK P1                     | Leif Erik Forberg                 | Andreas Diesen      |
| Pays-Bas    | Nederland 3                | Willem van Beusekom               | Joop van Os         |
| Pays-Bas    | Radio 3                    | Ben Cramer                        | Joop van Os         |
| Portugal    | RTP1                       | Margarida Andrade                 | Ana Zanatti         |
| Royaume-Uni | BBC1                       | Terry Wogan                       | Colin Berry         |
| Royaume-Uni | BBC Radio 2                | Ken Bruce                         | Colin Berry         |
| Suède       | SVT TV1                    | Bengt Grafström                   | Maud Uppling        |
| Suède       | SR P3                      | Kalle Oldby                       | Maud Uppling        |
| Suisse      | SSR                        | Serge Moisson                     | Michel Stocker      |
| Suisse      | DRS                        | Bernard Thurnheer                 | Michel Stocker      |
| Suisse      | TSI                        | Ezio Guidi                        | Michel Stocker      |
| Turquie     | TRT                        | Bülend Özveren                    | Canan Kumbasar      |
| Turquie     | TRT Radyo 3                | Şebnem Savaşçı                    | Canan Kumbasar      |
| Yougoslavie | TVB 1                      | Mladen Popović                    | Miša Molk           |
| Yougoslavie | TVZ 2                      | Oliver Mlakar                     | Miša Molk           |
| Yougoslavie | TVL 1                      | Slobodan Kaloper                  | Miša Molk           |